# Моше Асман
Моше́ Ре́увен Асма́н (івр. משה ראובן אסמן‏‎‎‎, 14 березня 1966, м. Ленінград, СРСР) — головний рабин Синагоги Бродського у Києві та керівник Всеукраїнського конгресу юдейських хасидських релігійних громад. Головний рабин України (хасиди ХаБаД). Засновник єврейського поселення Анатевка.

## Життєпис
Народився в Ленінграді. у 1987 році після одруження виїхав до Ізраїлю, де продовжив навчання в єрусалимських єшивах «Шамір» та «Мерказ Гутник». Паралельно з навчанням очолював «Бейт Хабад» для російськомовних євреїв.
Працював помічником рабина Торонто по роботі з російськомовними євреями.
По закінченні навчання отримав звання рабина. У 1991 році скерований до України, де до 1995 року працював заступником директора програми «Порятунок дітей Чорнобильської зони». У тому ж році став головою єврейської релігійної громади Хабад Любавич міста Києва.
У 1997 році став головним рабином Всеукраїнського єврейського конгресу. Сприяв поверненню «синагоги Бродського» в Києві. Був представником організації «Цеїрей Хабад» (Молодь Хабаду) в Україні, головним представником Всесвітнього центру брацлавських хасидів в Україні.
11 вересня 2005 року обраний головним рабином України.
Активно допомагає постраждалим від російського вторгнення, відвідуючи для цього небезпечні регіони.

## Сім'я
Має 12 дітей та 20 онуків[джерело?].
26 серпня 2017 року син Моше Асмана Мендель надав першу медичну допомогу перехожому, якого збив на автомобілі «Bentley» син депутата від Опозиційного блоку Нестора Шуфрича. Хлопець взяв в охоронця синагоги спеціальний медичний рюкзак і встиг надати необхідну медичну допомогу, поки не приїхала машина «швидкої». Необхідні навички хлопець здобув під час служби в ізраїльській армії.
У вересні 2024 рабин повідомив, що 24 липня зник безвісти під час бойових дій названий син рабина Матітьягу Самборський, а пізніше підтвердили його загибель. Він був всиновлений у 2002 році, прожив у родині рабина близько 10 років, а коли виріс вирішив жити самостійно. 12 вересня у Києві відбулося урочисте поховання М. Самборського.

## Нагороди та відзнаки
- Орден «За заслуги» III ступеня (18 серпня 2009) — за вагомий особистий внесок у розвиток духовності в Україні, багаторічну плідну церковну діяльність та з нагоди 18-ї річниці незалежності України[8]. У 2010 році відмовився від нагороди через «героїзацію Бандери»[9].

## Праці
- Асман Моше Реувен. Каббала, ответы на не заданные вопросы. — 2011. — 101 с.
- Асман Моше Реувен. Линия жизни. — 2014.